# Oskar Widman
Karl Oskar Widman, född 2 januari 1852 i Uppsala, död 26 augusti 1930, var en svensk kemist.
Oskar Widman blev student vid Uppsala universitet 1870 och blev, efter att ha försvarat sin med filosofiska fakultetens pris belönade gradualavhandling Om naftalins klorföreningar, filosofie doktor och docent i kemi 1877. Han arbetade som innehavare av Riksstatens större resestipendium vintersemestern 1879–1880 hos Adolf von Baeyer på "Laboratorium der Wissenschaften" i München, blev e.o. professor i analytisk kemi vid Uppsala universitet 1885 och var ordinarie professor i kemi 1905–1917 samt universitetets prorektor 1910–1916. Han planlade och ledde uppförandet av den nya kemiska institutionsbyggnaden i Uppsala (färdig 1904).
Widman utförde, huvudsakligen inom den organiska kemin, ett mycket omfattande forskningsarbete, för vilket han redogjorde i ett hundratal vetenskapliga avhandlingar, införda dels i Vetenskapsakademiens och Vetenskapssocietetens i Uppsala publikationer samt i "Svensk kemisk tidskrift", dels i utländska facktidskrifter, och för vilka han mottog av Vetenskapssocieteten Bergstedtska priset (1884), av Uppsala universitet konung Oskar II:s jubelfestpris (1885), av Vetenskapsakademien Lindbomska (1882), Wallmarkska (1895) och Edlundska (1901) belöningarna. Även efter att ha lämnat professuren fortsatte han sin forskning i organisk kemi och publicerade i "Berichte der Deutschen chemischen Gesellschaft" flera meddelanden angående nya grupper av cyklopropanderivat.
Dessutom författade han populära uppsatser i bland annat "Nordisk tidskrift" och Föreningen Heimdals folkskrifter samt var medlem av redaktionen för "Svensk kemisk tidskrift" från 1889. Han blev ledamot av Vetenskapssocieteten i Uppsala 1890, av Vetenskapsakademien 1892, av Fysiografiska sällskapet i Lund 1901, av danska Videnskabernes Selskab 1907 och blev 1900 ledamot av Vetenskapsakademiens Nobelkommitté för kemi.